# Parti national mannois
Le Parti national mannois (1977-1981) était un parti politique de l’Île de Man, émanant du parti Mec Vannin, parti nationaliste. Des divisions au sein du Mec Vannin provoquèrent une rupture en 1977, et le seul membre Mec Vannin de la House of Keys, Peter Craine, contribua à la création du Parti national mannois. Lorsque Craine cessa d'être membre de la House of Keys, le Parti national mannois cessa d’exister.
Quelques années plus tôt, entre les deux guerres mondiales, il existait un autre Parti national mannois, qui s’identifiait au parti britannique des Conservateurs. Ce parti s’opposait aux activités du Parti travailliste mannois, mais fut incapable de durer.